# Саліна (острів)

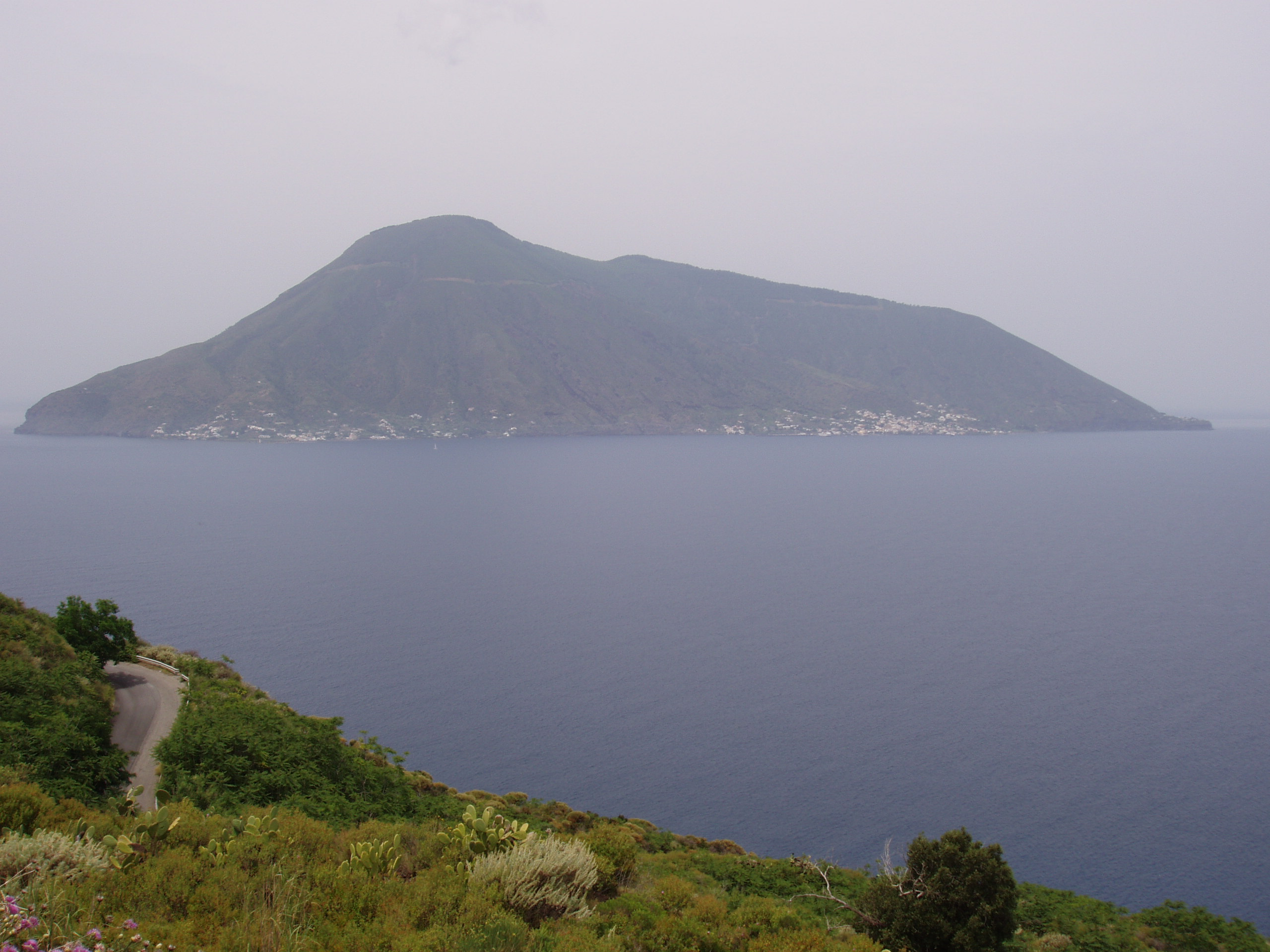
Вид на Саліну з Ліпарі

Саліна (італ. Isola di Salina) — один з островів Еолових островів(Ліпарські острови) в провінції Мессіна, Італія.

Площа острова — 26,8 км². Острів є другим за величиною, і поступається лише острову Ліпарі. На даній території розташовуються три муніципалітети: Санта-Марина-Саліна, Мальфа, Лені, з населенням 2300 осіб. Острів має вулканічне походження, і сформований шістьма старими вулканами, найвищими точками яких є пік Фосса-делле-Фельчі (968 м) та Монте-дей-Поррі (860 м), які зберігають характерну конічну форму. Останнє виверження відбувалось 11-13 тисяч років тому.

Розкопки в Санта-Марина підтверджують існування значних поселень людей в четвертому столітті до н. е. Приблизно в сьомому столітті нашої ери, Саліна був одним із найбільш обжитих островів, оскільки на острові Ліпарі вулкани були активними.

Острів Саліна є найпридатнішою землею серед усіх Еолових островів, так як в порівнянні з ними — багатий прісною водою і виноградниками. Вироблене вино експортується по всьому світу. Острів є досить популярним і важливим туристичним маршрутом. 

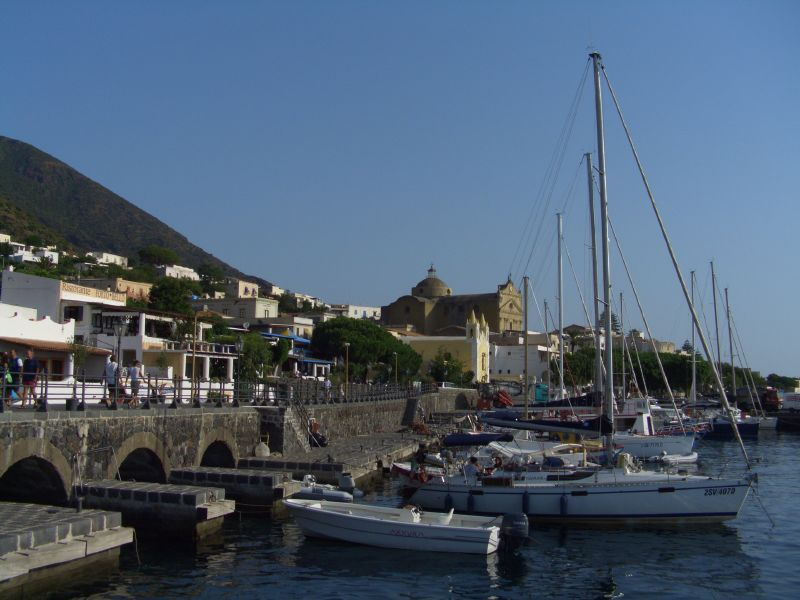
Порт в Санта-Марина

У 1980 році на острові було створено регіональний заповідник. 

З 2007 є місцем організації міжнародних фестивалів SalinaDocFest.

## Галерея

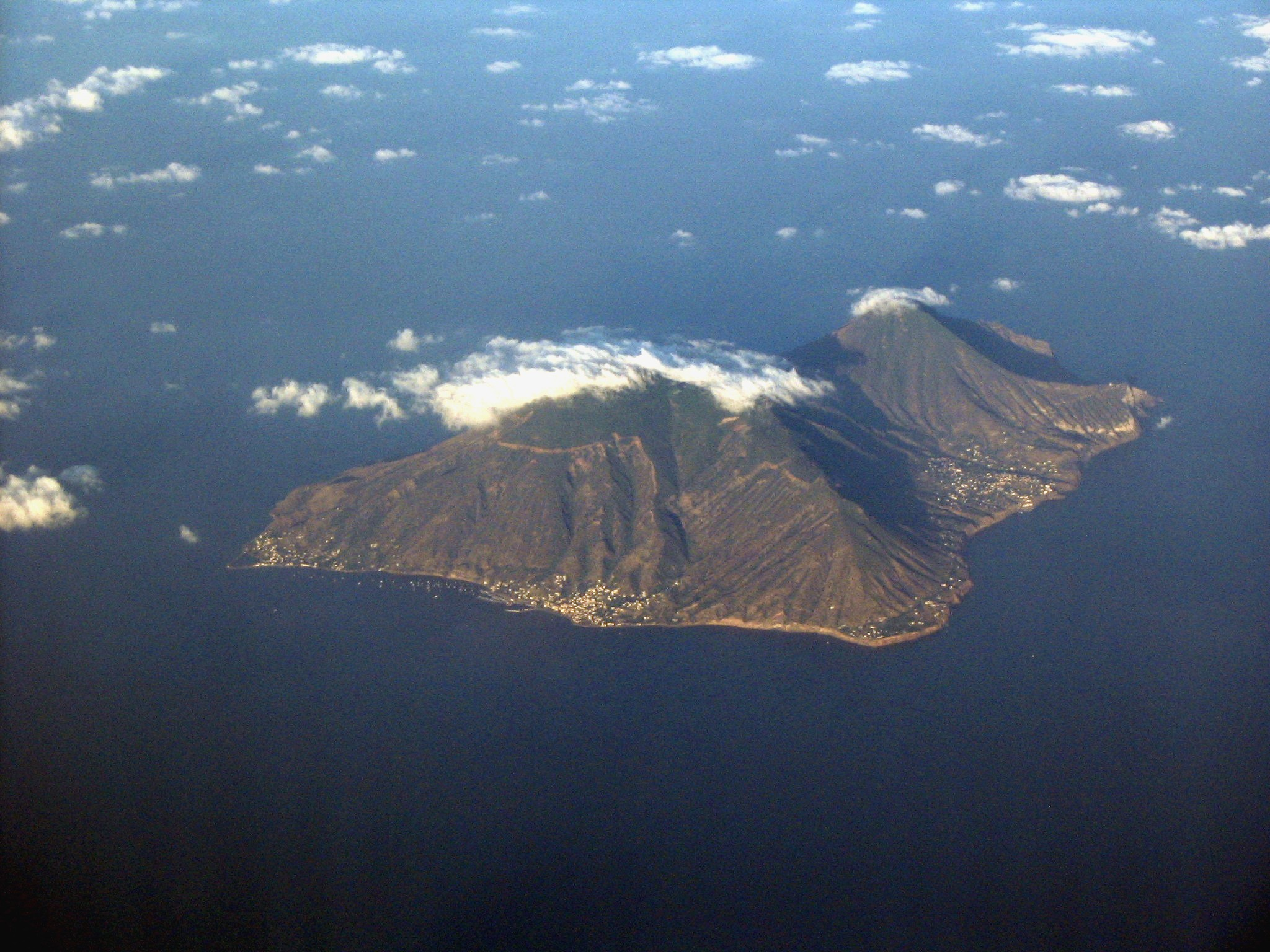
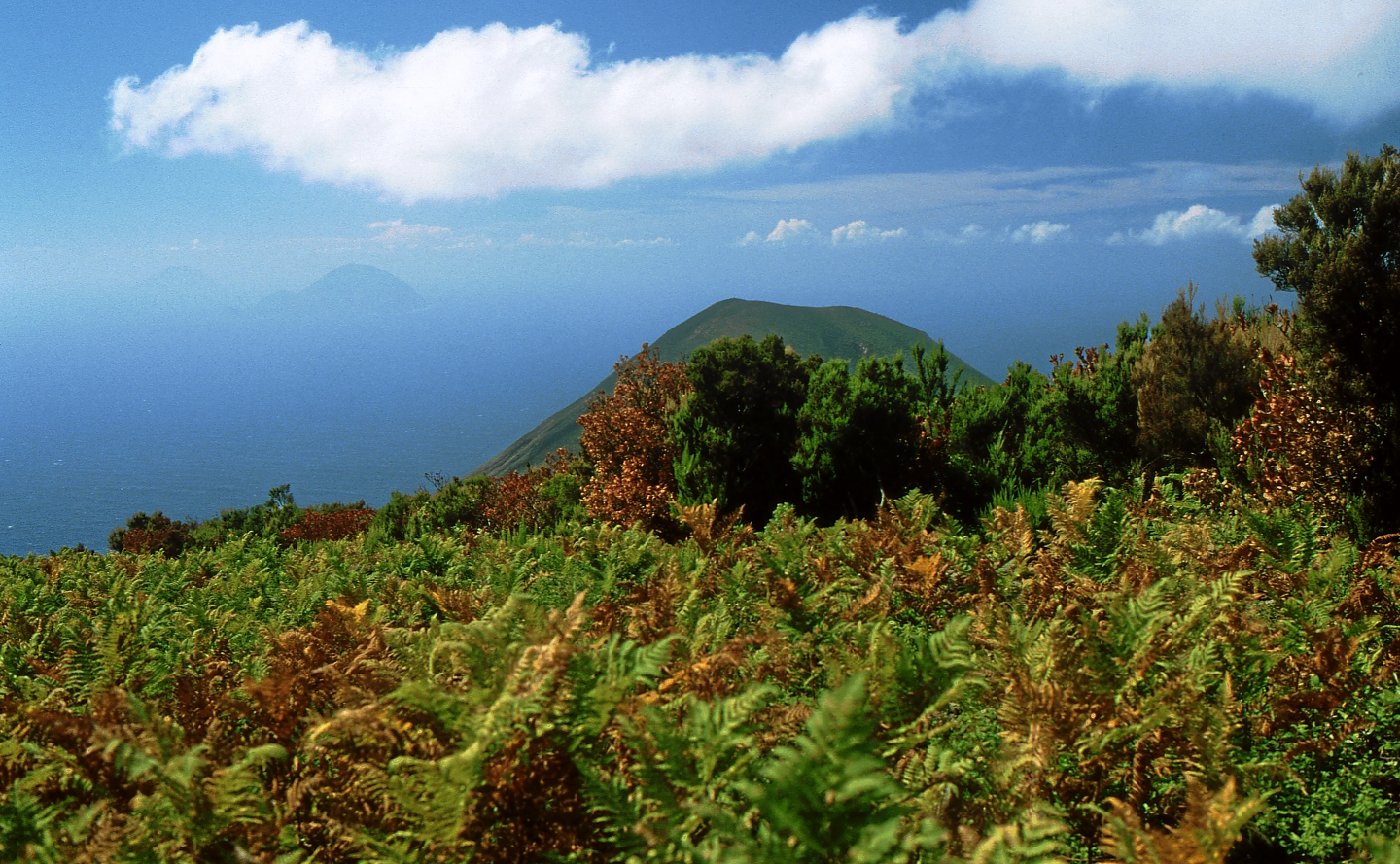